# 訃報 1990年10月
訃報 1990年10月（ふほう 1990ねん10がつ）では、1990年（平成2年）10月中に物故した、又は物故が報じられた人物についてまとめる。

## （1日 - 15日）

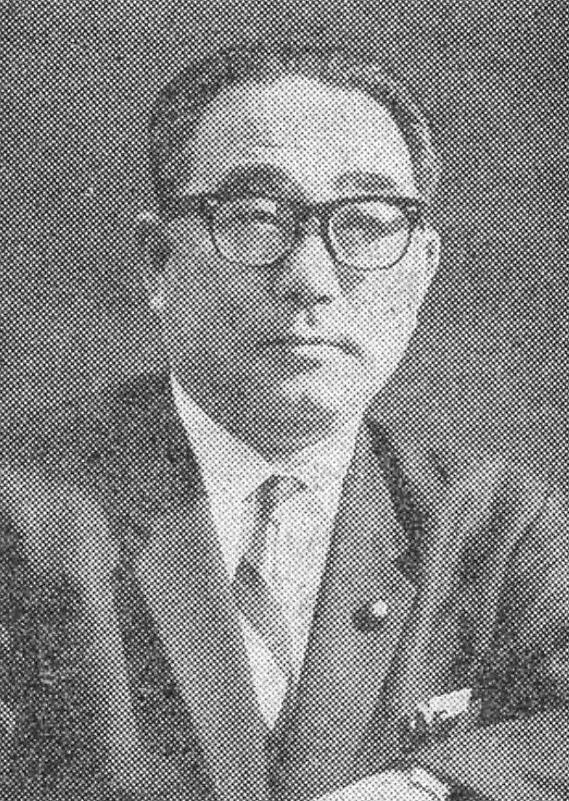
飛鳥田一雄 / 10月11日没

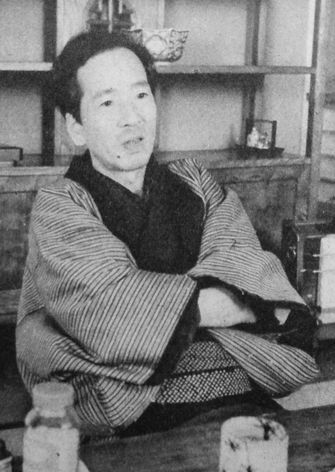
永井龍男 / 10月12日没

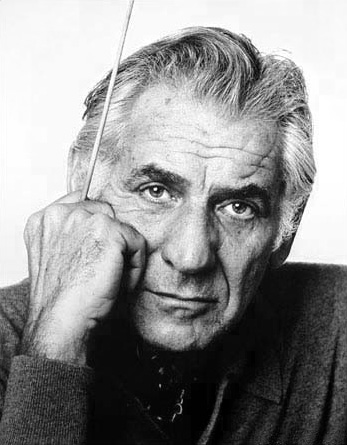
レナード・バーンスタイン / 10月14日没

- 10月2日 - 芥川隆行、ナレーター・元TBSアナウンサー（* 1919年）
- 10月2日 - 渡辺博之、元プロ野球選手【大阪タイガース、近鉄バファロー】、野球指導者（* 1921年）
- 10月4日 - 山岸静馬、元プロ野球選手【高橋ユニオンズ、大映ユニオンズ】（* 1934年）
- 10月10日 - 濃人渉、元プロ野球選手【名古屋金鯱軍、西鉄軍、金星スターズ】、野球監督（* 1915年）
- 10月11日 - 加藤常太郎、政治家、加藤海運元社長、第34代労働大臣（* 1905年）
- 10月11日 - 飛鳥田一雄、政治家、第8代日本社会党委員長、元横浜市長（* 1915年）
- 10月12日 - 永井龍男、小説家・随筆家（* 1904年）
- 10月14日 - レナード・バーンスタイン、指揮者・作曲家（* 1918年）

## （16日 - 31日）

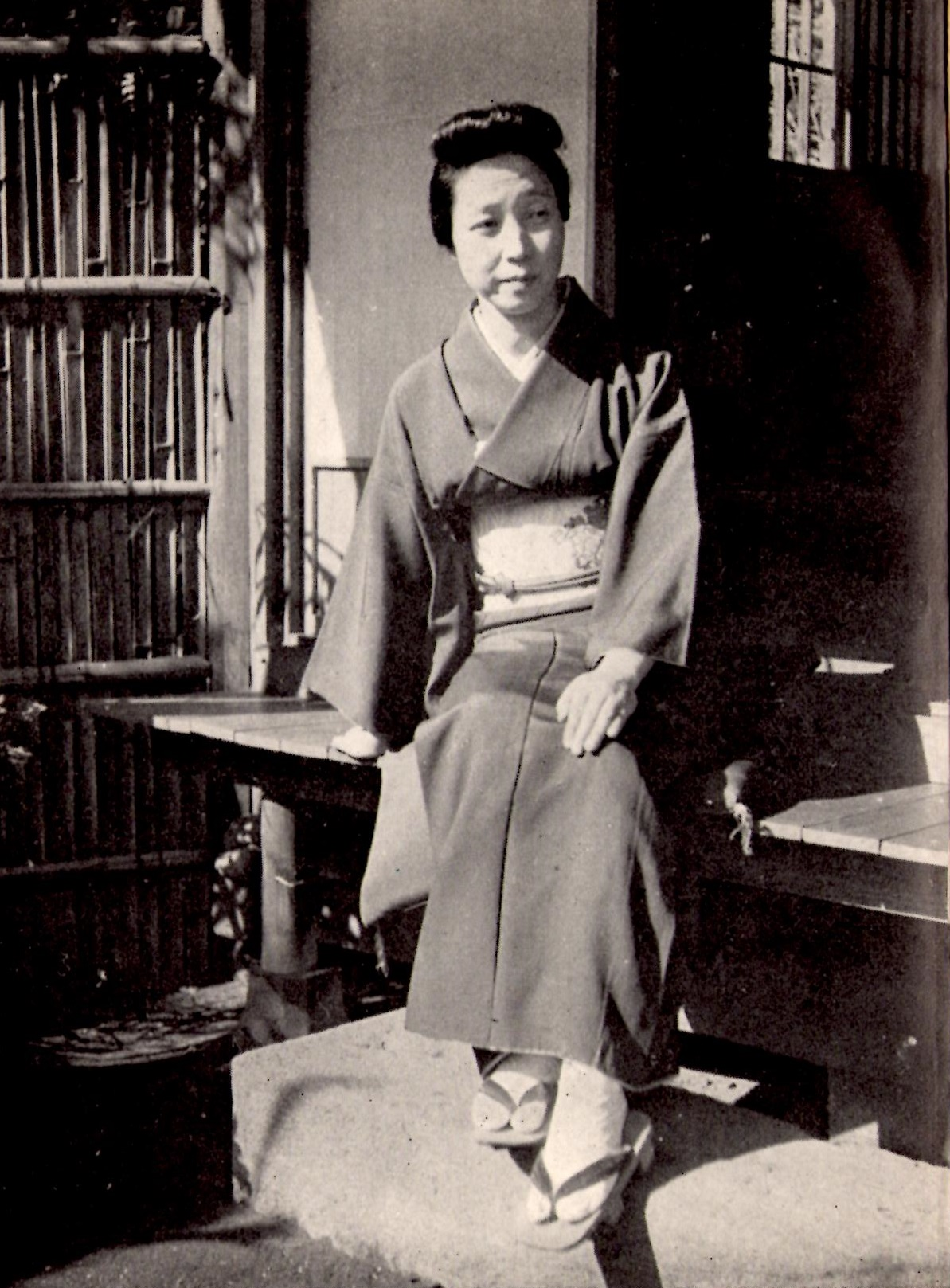
幸田文 / 10月31日没

- 10月16日 - フランコ・アウトリ、イタリア出身の指揮者（* 1903年）
- 10月16日 - アート・ブレイキー、アメリカ合衆国のジャズドラマー（* 1919年）
- 10月18日 - 阿部孝次郎、東洋紡績社長・会長（* 1897年）
- 10月23日 - ルイ・アルチュセール、思想家（* 1918年）
- 10月25日 - 武田孟、教育者（* 1896年）
- 10月28日 - 鹿内信隆、実業家、フジサンケイグループ会議議長（* 1911年）
- 10月28日 - 長谷川信、政治家、第51代法務大臣（* 1918年）
- 10月31日 - 幸田文、作家（* 1904年）